# 邁因哈德三世

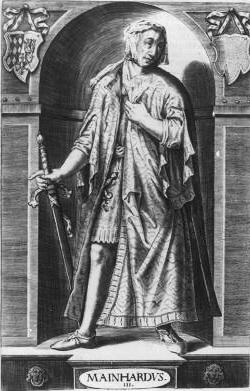
蒂羅爾伯爵邁因哈德三世

邁因哈德（德語：Meinhard III.，1344年2月9日—1363年1月13日），維特爾斯巴赫家族成員，上巴伐利亞公爵及蒂羅爾伯爵（1361年—1363年在位）。巴伐利亞公爵及勃蘭登堡藩侯路易五世與第二任妻子瑪格麗特所生的次子，戈里齊亞家族（邁因哈德人）蒂羅爾系的最後一位繼承人。

## 生平
邁因哈德是在祖父維特爾斯巴赫王朝的神聖羅馬皇帝路易四世統治期間出生於蘭休特，他曾與哈布斯堡王朝的競爭對手腓特烈三世爭奪帝位。邁因哈德的父親路易五世是皇帝路易四世的長子，阿斯坎尼王朝的亨利二世於1320年逝世後無子嗣，路易四世於1323年任命長子路易五世為勃蘭登堡藩侯。 然而，路易五世確實專注於巴伐利亞的遺產，並於1342年與蒂羅爾女伯爵瑪格麗特結婚，共同統治蒂羅爾伯國。當時瑪格麗特與她的第一任丈夫盧森堡王朝的約翰·海因里希尚未離婚。因此，這場婚姻不僅令盧森堡王朝存有敵意，還使教皇克萊門特六世將這對夫婦進行絕罰。1347年，皇帝路易四世去世時，他的兒子無法獲得神聖羅馬帝國的王冠，該王冠由維特爾斯巴赫王朝傳回盧森堡王朝的子孫查理四世（前任國王亨利七世孫子、約翰·海因里希的兄長）手上。
在維特爾斯巴赫家族和哈布斯堡家族和解過程中，路易五世的兒子邁因哈德在維也納的宮廷長大，成年後，他於1359年9月4日在奧地利帕紹迎娶哈布斯堡家族的奧地利公爵阿爾布雷希特二世的女兒奧地利的瑪格麗特（1346年–1366年）。亦因此他的父母被免除絕罰。路易五世在1361年突然去世後，邁因哈德以十七歲的之齡繼承上巴伐利亞公爵及蒂羅爾伯爵爵位，並受到巴伐利亞貴族的強烈影響。邁因哈德還必須抵抗他的維特爾斯巴赫家族叔叔巴伐利亞-蘭茨胡特公爵斯特凡二世和他的普法爾茨堂兄弟的攻擊。他逃到艾希施泰特主教的王庭，在慕尼黑被暫時扣押，最後可能在妻舅奧地利公爵魯道夫四世幫助下逃到母親的家鄉蒂羅爾。
邁因哈德於1363年在美拉諾附近的蒂羅洛城堡去世 。他的早逝逼使母親瑪格麗特因拒絕戈里齊亞的邁因哈德六世和維特爾斯巴赫家族提出的繼承權而將蒂羅爾伯國割讓給魯道夫四世。因此，邁因哈德叔叔巴伐利亞-蘭茨胡特公爵斯蒂芬二世繼承上巴伐利亞公國後入侵蒂羅爾伯國，但最終於1369年放棄蒂羅爾伯國以換取巨額經濟補償。蒂羅爾伯國與奧地利公國的統一因而完成。